# Katie Weatherston
Katie Weatherston, född den 6 april 1983 i Thunder Bay i Kanada, är en kanadensisk ishockeyspelare.
Hon tog OS-guld i damernas ishockeyturnering i samband med de olympiska ishockeytävlingarna 2006 i Turin.